# التسعة أجوبة الخاطئة
تم نشر التسعة أجوبة الخاطئة لأول مرة في عام 1952، وهي قصة بوليسية من تأليف جون ديكسون كار والتي لم تعرض أيًا من المحققين في سلسلته. إنه توسع لمسرحية كار الإذاعية هل ستراهن الموت (بالإنكليزية: Will You Make A Bet With Death) عام 1942.

هذه الرواية هي لغز من الغموض، مع التركيز على جانب اللغز. العنوان مشتق من استخدام كار غير النمطي للحواشي لمخاطبة القارئ، وملاحظة تفسيرات معينة للأحداث، أو الاستنتاجات، أو الكليشيهات الغامضة، وإخبار القارئ بتجاهلها، بينما يحث أيضًا على التفسير الحرفي للغاية للنص. هذه بمثابة «الإجابات التسعة الخاطئة»، بينما في الخاتمة، يكشف بطل الرواية عن الإجابات التسعة الصحيحة التي توصل إليها من أجل حل اللغز. 

## ملخص القصة
بيل داوسون شاب بريطاني محطم يجلس في غرفة الانتظار بمكتب محامٍ في مدينة نيويورك. سمع لاري هيرست وصديقته جوي تينانت يناقشان مع المحامي احتمال أن يصبح لاري الوريث الوحيد لمنزل عمه جايلورد هيرست، بشرط أن يعود لاري إلى إنجلترا على الفور ويزور عمه مرة واحدة على الأقل في الأسبوع. لكن لاري مقتنع بأن عمه يريد قتله. طلب لاري وجوي من بيل أن يشهد توقيع لاري، ويدعوه لتناول مشروب، ويقترح أن ينتحل بيل شخصية لاري لمدة ستة أشهر مقابل مبلغ عشرة آلاف دولار.يوافق بيل ؛ لاري يتسمم تقريباً. يهرب بيل ويأخذ الرحلة التالية إلى إنجلترا لإكمال الجزء الأخير للاتفاقية.
عند وصوله إلى شقة جايلورد، سرعان ما علم بيل أن هيرست وخادمه هاتو كلاهما ساديان ممارسان، ومن المؤكد أن خططهما تضمنت التعذيب النفسي للاري. ومع ذلك، سرعان ما اكتشفها بيل. هيرست، كي لا يخدع فريسة، يعرض على بيل صفقة ؛ الاستمرار في الاجتماع مرة واحدة أسبوعيا لمدة ثلاثة أشهر والاحتفاظ بعشرة آلاف دولار حصل عليها بالفعل. يوافق بيل، وتوجد محاولة لاغتياله على الفور تقريبًا بفخ ذكي - ثم آخر، يؤدي به إلى المستشفى. أخيرًا، بعد وفاة أخرى، يواجه بيل الشرير في خاتمة دراماتيكية تحدث في إعادة بناء غرفة جلوس شيرلوك هولمز والتي تكشف عن الإجابة العاشرة المدهشة جدًا لأحداث الكتاب.

## الأستقبال
يعتبر إس. تي. جوشي هذه الرواية أنها «لغز كار الأكثر تطرفًا أو غير تقليدي» وواحدة من أفضل ثلاث روايات لجون كار الغير متسلسلة، مشيرًا إلى أنها «رواية بطول رواية قاسية». وأشار راندال غاريت إلى أن كار «قال الحقيقة المطلقة - في إطار القصة - وترك الأمر للقارئ ليخدع نفسه». وصف ستيفن سونديم استخدام كار للحواشي بأنه «اهتزاز دائم، مخاطي، متنازل للإصبع»، والذي كان «مبهجًا»، لكنه خلص في النهاية إلى أنه «كان مولعًا بالمفهوم أكثر من الكتاب».